# Night People
Night People (Brasil: A Sombra da Noite, ou À Sombra da Noite) é um filme teuto-norte-americano de 1954, dos gêneros policial, espionagem, suspense e aventura, dirigido por Nunnally Johnson e estrelado por Gregory Peck e Broderick Crawford.
Rodado na então Alemanha Ocidental, o filme, apesar de histericamente anticomunista, é um melodrama de primeira linha sobre a Guerra Fria.
"Você nunca VIU Gregory Peck até que o tenha visto em CinemaScope", dizia a publicidade quando do lançamento. Ressalte-se que o CinemaScope era novidade naquele tempo, tendo sido lançado pela própria 20th Century Fox no ano anterior, com o o filme The Robe.

## Sinopse
Um soldado americano é sequestrado pelos russos em Berlim Ocidental e seu pai, o industrial Charles Leatherby, exige que as autoridades se mexam. Sua fúria é aplacada pelo Coronel Steve Van Dyke, responsável pelo caso. Van Dyke explica a ele que para ter o filho de volta, seria preciso trocá-lo por um idoso casal alemão antinazista, que certamente seria morto pelos comunistas. Enquanto investiga, Van Dyke descobre que um de seus agentes mais importantes, a jovem 'Hoffy' Hoffmeier, trabalha para os Vermelhos. Com isso, ele vislumbra a possibilidade de ela substituir o casal na troca.

## Premiações
| Patrocinador                                  | Prêmio | Categoria                | Situação |
| --------------------------------------------- | ------ | ------------------------ | -------- |
| Academia de Artes e Ciências Cinematográficas | Oscar  | Melhor História Original | Indicado |

## Elenco
| Ator/Atriz         | Personagem               |
| ------------------ | ------------------------ |
| Gregory Peck       | Coronel Steve Van Dyke   |
| Broderick Crawford | Charles Leatherby        |
| Anita Björk        | 'Hoffy' Hoffmeier        |
| Rita Gam           | Ricky Cates              |
| Walter Abel        | Major Foster             |
| Buddy Ebsen        | Sargento Eddie McColloch |
| Max Showalter      | Frederick Hobart         |
| Jill Esmond        | Senhorita Schindler      |
| Peter Van Eyck     | Sergei Petrochine        |
| Marianne Koch      | Kathy Gerhardt           |
| Ted Avery          | Soldado John Leatherby   |
| Hugh McDermott     | Major Burns              |